# ОСАМ
Отдельная служба активных мероприятий, ОСАМ (бел. Асобная служба актыўных мерапрыемстваў) — спецподразделение пограничных войск Республики Беларусь, которое специализируется на борьбе с террористической деятельностью.

## История
ОСАМ сформирована 31 мая 1993 года. Её первым руководителем стал Геннадий Невыглас. За весь период существования спецподразделения его сотрудники задержали более 1000 нарушителей госграницы и 6000 нелегальных транзитных мигрантов. Из незаконного обращения изъято более 30 единиц огнестрельного оружия, около 13 000 штук боеприпасов, значительные объемы наркотических и психотропных веществ.
ОСАМ принимают активное участие в пограничном кризисе 2021 года и организации нелегального перехода ближневосточными мигрантами границ с государствами Евросоюза. В связи с миграционным кризисом ОСАМ и её глава Игорь Крючков были включены в пятый пакет санкций Европейского союза, вступивший в силу 2 декабря 2021 года. 20 декабря к санкциям ЕС присоединилась Швейцария, а 22 декабря — Албания, Исландия, Лихтенштейн, Норвегия, Северная Македония, Сербия, Черногория.

## Задачи
ОСАМ выполняет следующие задачи:
- сбор информации о враждебной деятельности на государственной границе и в пунктах пропуска через нее спецслужб иностранных государств, экстремистских и преступных группировок, а также борьба с ними;
- защита в экстремальных условиях помещений, транспортных средств и других объектов оперативных органов;
- осуществление разведывательно-поисковых мероприятий;
- обеспечение безопасности мероприятий, проводимых руководством пограничного комитета;
- освобождение заложников из числа военнослужащих войск, органов и организаций пограничной службы;
- участие в проведении специальных мероприятий, связанных с реализацией конкретной оперативной информации, информации взаимодействующих правоохранительных органов;
- участие в розыске и задержании вооруженных групп и лиц, пересекших или пытающихся пересечь границу;
- обеспечение безопасности руководства пограничной службы во время поездок по стране и за рубеж;
- обеспечение безопасности оперативного состава пограничной службы при проведении мероприятий на государственной границе;
- обеспечение личной безопасности военнослужащих Пограничных Сил и членов их семей в случаях, предусмотренных законодательством.

## В культуре
- Спецподразделение встречается в 10-й и 11-й частях белорусского телесериала «Государственная граница».